# Синдром физической зависимости
Синдро́м физи́ческой зави́симости — синдром зависимости, возникающий при длительном употреблении некоторых лекарственных средств и психоактивных веществ, для которого характерны возрастание толерантности к этим веществам и развитие абстинентного синдрома при резком прекращении их употребления. Физическая зависимость может развиться при употреблении никотина, барбитуратов, бензодиазепинов и опиоидов, а также некоторых антидепрессантов и при алкоголизме.